# جيل إنجلش
جيل إنجلش (بالإنجليزية: Gil English)‏ (2 يوليو 1909 في الولايات المتحدة - 31 أغسطس 1996 في الولايات المتحدة) هو لاعب كرة قاعدة ولاعب كرة قدم أمريكي في مركز قاعدي ثالث ‏. لعب مع ديترويت تايجرز وتوليدو مود هنس.

## وصلات خارجية
- جيل إنجلش على موقعبيزبول رفرنس.كوم (الدوري الرئيسي) (الإنجليزية)
- جيل إنجلش على موقعبيزبول رفرنس.كوم (الدوري الثانوي) (الإنجليزية)